# Centronia brachycera
Centronia brachycera  es una especie de planta con flor en la familia de las  Melastomataceae. 
Es endémica de Colombia, donde se distribuye por Cundinamarca, Huila y Santander.

## Taxonomía
Centronia brachycera fue descrita por (Naudin) Triana y publicado en Transactions of the Linnean Society of London 28(1): 72. 1871[1872].
Sinonimia
- Calyptraria brachycera Naudin[3]